# Уркушское сельское поселение
Уркушское се́льское поселе́ние — муниципальное образование в Кукморском районе Татарстана Российской Федерации.
Административный центр — село Уркуш.

## История
Статус и границы сельского поселения установлены Законом Республики Татарстан от 31 января 2005 года № 27-ЗРТ «Об установлении границ территорий и статусе муниципального образования "Кукморский муниципальный район" и муниципальных образований в его составе».

## Население
| 2010 | 2011 | 2012 | 2013 | 2014 | 2015 | 2016 |
| ---- | ---- | ---- | ---- | ---- | ---- | ---- |
| 650  | →650 | ↘628 | ↗630 | ↘627 | ↘611 | ↘591 |
| 2017 | 2018 |      |      |      |      |      |
| ↘577 | ↘567 |      |      |      |      |      |

## Состав сельского поселения
| № | Населённый пункт | Тип населённого пункта       | Население |
| - | ---------------- | ---------------------------- | --------- |
| 1 | Верхний Арбаш    | деревня                      |           |
| 2 | Нижний Арбаш     | деревня                      |           |
| 3 | Октябрино        | посёлок                      |           |
| 4 | Уркуш            | село, административный центр |           |
| 5 | Хасановка        | посёлок                      |           |